# Terence Tiller
Terence Rogers Tiller (* 19. September 1916 in Comprigney Cottage, Truro, Cornwall; † 24. Dezember 1987 in Roehampton, London Borough of Wandsworth) war ein britischer Dichter und Produzent von Radiosendungen, der 1980 mit dem Cholmondeley Award ausgezeichnet wurde. Er war erster Produzent einer Rundfunkadaption von J. R. R. Tolkiens Der Herr der Ringe und verfasste für den Rundfunk in erster Linie Beiträge zu den Themen Geschichte, Literatur, Mythologie und Schach.

## Leben

### Studium, Dozent in Alexandria und Beginn der schriftstellerischen Tätigkeit
Terence Rogers Tiller, Sohn des Angestellten der Territorial Army George Henry Rogers Tiller und dessen Ehefrau Catherine Mary Stoot, begann nach dem Besuch der Latymer Upper School im Londoner Stadtteil Hammersmith 1934 ein Studium der Geschichte am Jesus College der University of Cambridge und gewann 1936 die Medaille des Universitätskanzlers für englische Poesie (Chancellor’s Gold Medal for English Verse). Er war bis 1939 Direktor für Studien am Jesus College und nahm anschließend eine Tätigkeit als Dozent für englische Literatur und die Geschichte Englands an der Faruq-Universität in Alexandria. Während des Zweiten Weltkriegs war er eng mit der Gruppe der Cairo poets um Personal Landscape verbunden, einer Zeitschrift im Nahen Osten, die von Lawrence Durrell, Robin Fedden und Bernard Spencer gegründet und herausgegeben worden war.
Tiller veröffentlichte während seiner Zeit in Ägypten drei seiner sechs Gedichtbände, beginnend mit Poems (1941), in denen Virginia Woolf, die es als Manuskript gelesen hatte, „Musik und Vorstellungskraft … selten für ein erstes Buch“ (‚music and imagination … rare for a first book‘) fand. Es folgten The Inward Animal (1943) und Unarm, Eros (1947). Ein Großteil der Verse in diesen Bänden befasst sich mit dem Zustand eines Dichters im Exil und zeichnet seine langsame Auseinandersetzung „mit der Schäbigkeit der ägyptischen Szene“ (‚with the seediness of the Egyptian scene‘) nach. In diesem fremden Land wurde sein „gewohntes Ich“ (‚customary self‘), womit er das des unnahbaren Intellektuellen meinte, belagert, und seine letzte Reaktion auf die Sphinx in einem gleichnamigen Gedicht war: „Wir können ihn nicht niederstarren“ (‚we cannot gaze him down.‘). Gelegentlich tauchte in seinen frühen Arbeiten ein surrealistisches Bild auf, zum Beispiel „ein Kamel in einer Badewanne“ (‚a camel in a bath‘).

### Nachkriegszeit, Produzent von Radiosendungen und literarisches Spätwerk
Nachdem Tillers drittes Buch erschienen war, gab es in seinen Gedichten keine weiteren Hinweise auf Oasen, koptische Kirchen oder Vorträge vor den Truppen in Tripolis. Dennoch waren es diese Gedichte mit ihrer nahöstlichen Vertonung, die sich als seine beliebtesten herausstellten und die häufig in Anthologien über den Zweiten Weltkrieg nachgedruckt wurden. Nachdem seine Leserschaft geschrumpft war, gewann er als erfolgreicher Radiomacher ein breites Publikum begeisterter Zuhörer. Er trat 1946 in die Feature-Abteilung der British Broadcasting Corporation (BBC) ein und gehörte folglich zur goldenen Zeit des Dritten Programms (BBC Three). Er war erster Produzent einer Rundfunkadaption von J. R. R. Tolkiens Der Herr der Ringe und verfasste für den Rundfunk in erster Linie Beiträge zu den Themen Geschichte, Literatur, Mythologie und Schach. Zu seinen gefeierten Radioprogrammen gehörten Adaptionen von Geoffrey Chaucers Parlement of Foules (1958), Dantes Inferno (1966) und The Vision of Piers Plowman (ausgestrahlt 1980, veröffentlicht 1981). Er produzierte auch mehrere Reportagen über moderne Dichter, darunter Lawrence Durrell und Bernard Spencer. Er hielt regelmäßige Trinkzeiten ein, ging täglich um Punkt zwölf in die BBC-Clubbar und saß auf demselben Stuhl. Seine Arbeit am wöchentlichen Schachprogramm des Dritten Programms führte 1966 zu seinem Buch Chess Treasury of the Air.
In seinen drei nachfolgenden Büchern – Reading a Medal (1957), Notes for a Myth (1968) und That Singing Mesh (1979) – gab er sich Spekulationen über Adam und den Sündenfall, Shakespeares tragische Helden und den Einfluss der Planeten auf die Menschheit. Sein gesamtes Werk war stark metaphysisch geprägt und, wie er einräumte, war er seiner Lektüre von Dante Alighieri und Rainer Maria Rilke verpflichtet. 1963 erschien eine von ihm übersetzte und redigierte Ausgabe von John Gowers Confessio amantis, eine 1390 erschienene Sammlung gereimter Liebesgeschichten. Obgleich er diese späteren Gedichte zu Liebesgedichten erklärte, fanden die Leser sie schwierig und manchmal obskur. So bricht zum Beispiel das einleitende Titelgedicht von Reading a Medal mit dem Wort „because“ in der Mittelzeile ab.
Tiller zog sich 1975 von der BBC zurück und starb am 24. Dezember 1987, dem Vorabend eines Festtags, den er mehrmals mit Krippengedichten begangen hatte, im Queen Mary’s University Hospital in Roehampton. Sein frühestes, „Die Geburt Christi“ (‚The Birth of Christ‘) genannt, endete mit dieser Zeile: „Und über seinem dünnen Schrei das Geräusch von Engeln“ (‚And over his thin cry, the noise of angels.‘).
Aus seiner 1945 geschlossenen Ehe mit Doreen Hugh Watson gingen zwei Kinder hervor.

## Veröffentlichungen
- Poems. 1941
- The inward animal. 1943
- Unarm, Eros. Poems. 1947
- Reading a medal, and other poems. 1957
- Chess treasury of the air. 1966
- Notes for a myth, and other poems. 1968
- That singing mesh, and other poems. 1979

## Hintergrundliteratur
- A. Cooper: Cairo in the war, 1989
- R. Bowen: „Many histories deep“: the ‚Personal Landscape‘ poets in Egypt, 1940–1945, 1995